# Eureka (Nunavut)
Eureka é uma pequena base de pesquisa na Ilha Ellesmere no território de Nunavut, norte do Canadá. É a segunda comunidade de pesquisa permanente mais ao norte em todo o mundo. O único mais distante norte é Alert, que também está na Ilha Ellesmere. Em 2005, foi informado que havia em Eureka uma população permanente de 0 mas tem 8 pessoas, pelo menos, numa base de rotação contínua. A base consiste de três áreas, o Aeroporto de Eureka que inclui "Forte Eureka" (os quartos para pessoal militar que mantém o equipamento de comunicações da ilha), a Estação Meteorológica, e o Observatório de ASTRO/PEARL. Seu código postal é X0A 0G0.  
Eureka foi fundada em 11 de Abril de 1947, como parte de uma exigência de montar uma cadeia de estações de tempo árcticas. Nesta data, 100 toneladas métricas de materiais eram uma mancha promissora na Ilha Ellesmere e cinco cabanas pré-fabricadas foram construídas. A estação expandiu-se durante os anos seguintes. A seu cume, na década de 1970, havia quinze pessoas pelo menos no local. Houve várias gerações de edifícios. As mais recentes operações centram áreas de trabalho e quartos de pessoal numa estrutura grande, completa em 2005. 
Ao complexo é dada energia através de geradores de diesel. A estação é provida por via aérea numa base bi-semanal com comida fresca e correio, e anualmente, no Verão, um navio de provisão de Montréal traz materiais pesados. A estação tem Sol da meia-noite entre 10 de Abril e 29 de Agosto, e está sem luz solar entre o início de Outubro e o fim de Fevereiro. Eureka tem a mais baixa temperatura média comum e menos precipitação de qualquer estação meteorológica no Canadá. Os Invernos são frígidos, mas Verões são ligeiramente mais mornos que em outros lugares no Ártico do Canadá. Mesmo assim, a temperatura nunca excedeu 20°C (68°F). Embora um deserto polar, a evaporação também é muito baixa, o que permite aproveitar a umidade limitada disponível para as plantas e alguma vida selvagem.  
Eureka foi descrita como "A Mancha de Jardim do Ártico" devido à flora e fauna abundante ao redor, mais que em qualquer lugar outro no Ártico Alto. A fauna inclui boi-almiscarado, lobos do Ártico, raposas do Ártico, lebres do Ártico, e lemingues. Além disso, no Verão se aninham gansos, patos, corujas, corvos, gaivotas e muitos outros pássaros.  
A esta latitude, a captação de um satélite geo-síncrono de comunicações exigiria apontar uma antena horizontalmente; satélites mais distantes a leste ou oeste ao longo daquela órbita estariam debaixo do horizonte.  
As outras localidades na Ilha Ellesmere são Alert e Grise Fiord.